# Luciano Moggi
Luciano Moggi (* 10. Juli 1937 in Monticiano, Toskana) ist ein italienischer Fußball-Manager und Spielervermittler.
Als Manager von Juventus Turin ist er von den italienischen Medien als die zentrale Figur des italienischen Fußballskandals 2006 definiert worden. Im Zuge des Skandals trat Moggi am 16. Mai 2006 mit sofortiger Wirkung von seinem Posten als Manager bei Juventus zurück. In den erstinstanzlichen Urteilen vom 14. Juli 2006 wurde Moggi zu fünf Jahren Berufsverbot verurteilt, außerdem sollte er auch strafrechtlich verfolgt werden. Im Juni 2011 verhängte die Disziplinarkommission des italienischen Fußball-Verbandes FIGC eine lebenslange Sperre über Moggi, sein Berufungsantrag wurde abgewiesen.
Luciano Moggi war, bevor er Mitte der 1970er Jahre als Spielervermittler ins Fußballgeschäft einstieg, zwei Jahrzehnte Bahnangestellter. Dank der Anstellung bei der staatlichen Bahn konnte er sehr günstig mit dem Zug reisen. Das nutzte er, um mit der Bahn alle möglichen Ortschaften der Region Lazio und der südlichen Toscana zu erreichen, um möglichst viele Spiele von Junioren-Mannschaften zu beobachten. Sein Hauptinteresse galt natürlich talentierten Spielern, die er dann mehrmals beobachtete und zu jedem Spieler eine eigene Akte erstellte.
Seit Ende der 1970er Jahre war er Manager verschiedener italienischer Vereine, namentlich von AS Rom, Lazio Rom, Neapel und den beiden Turiner Vereinen Torino Calcio und Juventus, zuletzt seit 1994 bei Juventus.
(Siehe auch: Fußball in Italien)